# Samuel Mischitz
Samuel Mischitz (Bregenz, 2003. augusztus 14. –) osztrák korosztályos válogatott labdarúgó, az Altach játékosa.

## Pályafutása

### Klubcsapatokban
Az SV Lochau és az AKA Vorarlberg korosztályos csapataiban nevelkedett, majd 2020 szeptemberébe bejelentette, hogy a következő idényt már a Rheindorf Altach csapatánál kezdi meg. 2021. augusztus 21-én mutatkozott be a felnőtteknél az élvonalban az WSG Tirol ellen.

### A válogatottban
Többszörös korosztályos válogatott. Bekerült a 2022-es U19-es labdarúgó-Európa-bajnokságon pályára lépő keretbe.

## Statisztika
2022. május 5-i állapotnak megfelelően.
| Klub       | Szezon   | Bajnokság          | Bajnokság | Bajnokság | Kupa  | Kupa  | Nemzetközi | Nemzetközi | Összesen | Összesen |
| Klub       | Szezon   | Osztály            | Mérk.     | Gólok     | Mérk. | Gólok | Mérk.      | Gólok      | Mérk.    | Gólok    |
| ---------- | -------- | ------------------ | --------- | --------- | ----- | ----- | ---------- | ---------- | -------- | -------- |
| Rapid Wien | 2021–22  | Osztrák Bundesliga | 17        | 0         | 1     | 0     | –          | –          | 18       | 0        |
| Rapid Wien | Összesen | Összesen           | 17        | 0         | 1     | 0     | 0          | 0          | 18       | 0        |
| Összesen   | Összesen | Összesen           | 17        | 0         | 1     | 0     | 0          | 0          | 18       | 0        |

## Külső hivatkozások
- Samuel Mischitz adatlapja a Kicker oldalon (németül)
- Samuel Mischitz adatlapja a Transfermarkt oldalon (angolul)
- Samuel Mischitz adatlapja a Soccerway oldalon (angolul)